# Почётные граждане Тулы
Почётный гражданин города-героя Тулы — почётное звание, присваиваемое гражданам Российской Федерации в целях признания особо выдающихся заслуг перед городом Тулой. Присваивается не более одного раза в год по решению Тульской городской Думы. Лауреаты звания получают ежемесячное материальное вознаграждение.
До 1917 года в Туле существовало звание почётного гражданина города, которого были удостоены представители 37 тульских дворянских, купеческих и промышленных династий. Однако после Революции данное звание было упразднено и в настоящее время законодательно не регулируется. Практика присвоения звания была возобновлена в 1966 году.
В настоящем списке в хронологическом порядке представлены все лица, удостоенные звания «Почётный гражданин города-героя Тулы». Список содержит информацию о годах жизни, сфере деятельности лиц, а также обоснование присвоения звания, номер и дата принятия нормативного акта.

## Общие сведения о звании
20 августа 1966 года Исполнительный комитет Тульского городского Совета депутатов трудящихся принял решение «Об учреждении почётного звания „Почётный гражданин города Тулы“». В нём говорилось, что звание присваивается «<…> в ознаменование особо выдающихся заслуг граждан города в развитии промышленности, транспорта, городского хозяйства, науки и культуры, просвещения и здравоохранения, а также особо отличившихся в борьбе за установление Советской власти в городе и обороне Тулы в 1941 году. <…>». С 1 января 2008 года действует новое Положение «О звании „Почётный гражданин города-героя Тулы“», в соответствии с которым устанавливаются следующие основания для присвоения звания:

<…> за заслуги перед городом, выразившиеся в личном вкладе в различных областях деятельности: воинской службе и защите отечества, науке, технике, промышленности, жилищно-коммунальном хозяйстве, государственном и муниципальном управлении, искусстве, литературе, архитектуре, спорте, здравоохранении, просвещении, благотворительности и меценатстве, иных сферах общественно-политической деятельности.
— п. 1.3, ч. 1 Положения  «О звании „Почётный гражданин города-героя Тулы“»
Звание присваивается прижизненно гражданам Российской Федерации, являющимся уроженцами Тулы, либо проживающие в городе не менее одного года. Основанием для рассмотрения вопроса о присвоении звания конкретному лицу является ходатайство, поступившее в Тульскую городскую Думу. Ходатайства могут вноситься главой Тулы, Тульской городской Думой, органами государственной власти и местного самоуправления, предприятиями, организациями, общественными объединениями. Поступившие предложения о присвоении звания рассматривает специально созданная комиссия в составе 12 человек (6 депутатов Тульской городской Думы, 6 представителей администрации города Тулы). Затем кандидатуры утверждаются на открытом и, как правило, внеочередном заседании Тульской городской Думы в преддверии Дня города (вторые выходные сентября). С 2013 года звание может быть присвоено не более одного раза в год.
Лицу, удостоенному звания, вручается диплом, удостоверение, знак и нагрудная лента в торжественной обстановке главой Тулы. Данные лица заносятся в книгу «Почётные граждане города-героя Тулы».
Почётный гражданин, зарегистрированный по месту жительства в Туле, имеет право на получение ежемесячной выплаты в размере 20 000 рублей. До 2008 года граждане также пользовались 100 % скидкой на услуги ЖКХ, 100 % скидкой с платы за пользование телефоном и радиоточкой, бесплатным проездом в городском общественном транспорте, однако с принятием нового Положения о звании данные льготы были отменены.

## Список почётных граждан
| Год  | Портрет                    | Имя                                 | Годы жизни              | Род деятельности | Обоснование присвоения | #               |
| ---- | -------------------------- | ----------------------------------- | ----------------------- | --- | --- | --------------- |
| 1966 |                            | Михаил Трофимович Бондаренко        | 1904 — 09.03.1983       | Кадровый военный, генерал-майор, в дни обороны Тулы командир 732-го зенитно-артиллерийского полка.                                                                                  | В связи с 25-летием героической обороны города Тулы в период Великой Отечественной войны 1941—1945 гг. и за выдающиеся заслуги в организации обороны Тулы Решение Тульского горисполкома № 1-29 от 03.12.1966 | [ 13 ]          |
| 1966 |                            | Андрей Лаврентьевич Гетман          | 05.10.1903 — 08.04.1987 | Советский военачальник, генерал армии, с октября 1941 г. был командиром 112-й танковой дивизии, участвовавшей в боях под Тулой.                                                     | В связи с 25-летием героической обороны города Тулы в период Великой Отечественной войны 1941—1945 гг. и за выдающиеся заслуги в организации обороны Тулы Решение Тульского горисполкома № 1-29 от 03.12.1966 | [ 14 ]          |
| 1966 |                            | Анатолий Петрович Горшков           | 09.05.1908 — 27.12.1985 | Кадровый военный, генерал-майор, командир Тульского рабочего полка. | В связи с 25-летием героической обороны города Тулы в период Великой Отечественной войны 1941—1945 гг. и за выдающиеся заслуги в организации обороны Тулы Решение Тульского горисполкома № 1-29 от 03.12.1966 | [ 15 ]          |
| 1966 |                            | Василий Гаврилович Жаворонков       | 10.02.1906 — 09.06.1987 | Партийный и государственный деятель, один из организаторов обороны Тулы в 1941 году.                                                                                                | В связи с 25-летием героической обороны города Тулы в период Великой Отечественной войны 1941—1945 гг. и за выдающиеся заслуги в организации обороны Тулы Решение Тульского горисполкома № 1-29 от 03.12.1966 | [ 16 ]          |
| 1966 |                            | Александр Владимирович Калиновский  | 09.07.1901 — 23.02.1991 | Партийный деятель, журналист, педагог, в дни обороны Тулы — второй секретарь Тульского обкома ВКП(б).                                                                               | В связи с 25-летием героической обороны города Тулы в период Великой Отечественной войны 1941—1945 гг. и за выдающиеся заслуги в организации обороны Тулы Решение Тульского горисполкома № 1-29 от 03.12.1966 | [ 17 ]          |
| 1966 |                            | Фёдор Васильевич Токарев            | 14.06.1871 — 07.06.1968 | Конструктор стрелкового оружия. | В связи с 25-летием героической обороны города Тулы в период Великой Отечественной войны 1941—1945 гг. и за выдающиеся заслуги в организации обороны Тулы Решение Тульского горисполкома № 1-29 от 03.12.1966 | [ 18 ]          |
| 1966 |                            | Николай Иванович Чмутов             | 09.05.1907 — 25.10.1982 | Партийный и государственный деятель. С марта 1941 г. по март 1943 г. — председатель Тульского облисполкома, в дни обороны Тулы — член Городского комитета обороны.                  | В связи с 25-летием героической обороны города Тулы в период Великой Отечественной войны 1941—1945 гг. и за выдающиеся заслуги в организации обороны Тулы Решение Тульского горисполкома № 1-29 от 03.12.1966 | [ 19 ]          |
| 1967 |                            | Екатерина Михайловна Дагаева        | 08.10.1900 — 09.06.1991 | Деятель коммунистической партии и комсомола. | В связи с 50-летием со дня образования Чулковской партийной организации и за заслуги в деле коммунистического строительства Решение Тульского горисполкома № 2Т-2-17 от 12.06.1967 | [ 20 ]          |
| 1967 |                            | Алексей Петрович Дьяков             | 25.06.1906 — 28.01.1984 | Хозяйственный деятель, организатор производства. | В связи с 50-летием со дня образования Чулковской партийной организации и за заслуги в деле коммунистического строительства Решение Тульского горисполкома № 2Т-2-17 от 12.06.1967 | [ 21 ]          |
| 1967 |                            | Пётр Андреевич Овчинников           | 1893 — 03.07.1968       | Партийный и хозяйственный работник. | В связи с 50-летием со дня образования Чулковской партийной организации и за заслуги в деле коммунистического строительства Решение Тульского горисполкома № 2Т-2-17 от 12.06.1967 | [ 22 ]          |
| 1967 |                            | Дмитрий Михайлович Фомин            | 1893 — 10.09.1973       | Участник революционного движения, хозяйственный работник. | В связи с 50-летием со дня образования Чулковской партийной организации и за заслуги в деле коммунистического строительства Решение Тульского горисполкома № 2Т-2-17 от 12.06.1967 | [ 23 ]          |
| 1967 |                            | Вадим Николаевич Ашурков            | 31.03.1904 — 10.09.1990 | Историк, краевед. | За большие заслуги в становлении и развитии хозяйства и культуры города и в связи с 50-летием Великой Октябрьской Социалистической Революции Решение Тульского горисполкома № 2Т-4-28 от 03.09.1967 | [ 24 ]          |
| 1967 |                            | Иван Иванович Драгунов              | 12.04.1907 — 20.05.1988 | Хозяйственный деятель, организатор производства. | За большие заслуги в становлении и развитии хозяйства и культуры города и в связи с 50-летием Великой Октябрьской Социалистической Революции Решение Тульского горисполкома № 2Т-4-28 от 03.09.1967 | [ 25 ]          |
| 1968 |                            | Александра Филипповна Смолянская    | 30.05.1901 — 09.03.1996 | Врач-терапевт. | За большие заслуги в становлении и развитии хозяйства и культуры города и в связи с 50-летием Великой Октябрьской Социалистической Революции Решение Тульского горисполкома № 4Т-6-10 от 29.04.1968 | [ 26 ]          |
| 1968 |                            | Василий Фёдорович Тараканов         | 1898 — 27.05.1979       | Рабочий Тульского патронного завода. | За большие заслуги в становлении и развитии хозяйства и культуры города и в связи с 50-летием Великой Октябрьской Социалистической Революции Решение Тульского горисполкома № 4Т-6-10 от 29.04.1968 | [ 27 ]          |
| 1968 |                            | Николай Гаврилович Хрущёв           | 30.04.1898 — 19.04.1991 | Хозяйственный деятель, организатор производства. | За большие заслуги в деле развития промышленности, городского хозяйства, активное участие в общественной работе и в связи с 70-летием со дня рождения Решение Тульского горисполкома № 4Т-6-10 от 29.04.1968 | [ 28 ]          |
| 1968 |                            | Арон Яковлевич Цейтлин              | 23.11.1908 — 30.10.1991 | Хозяйственный деятель, организатор производства. | За большие заслуги в деле развития металлургической промышленности и городского хозяйства, активное участие в общественной жизни Решение Тульского горисполкома № 2Т-4-27 от 20.09.1968 | [ 29 ]          |
| 1969 |                            | Евгений Васильевич Хрунов           | 10.09.1933 — 19.05.2000 | Лётчик-космонавт. | За выдающиеся заслуги в деле освоения космического пространства Решение Тульского горисполкома № 4Т-2 от 17.01.1969 | [ 30 ]          |
| 1970 |                            | Дмитрий Васильевич Романов          | 18.09.1904 — 12.09.1981 | Хозяйственный деятель, организатор производства. | За выдающиеся заслуги в развитии промышленности города и городского хозяйства Решение Тульского горисполкома № 3Т-40-25 от 05.02.1970 | [ 31 ]          |
| 1971 |                            | Фёдор Тихонович Храмайков           | 1904 — 01.03.1989       | Партийный и хозяйственный деятель, учёный, педагог, в дни обороны Тулы — первый секретарь Привокзального райкома ВКП(б).                                                            | За большие заслуги в обороне города Тулы в период Великой Отечественной войны 1941—1945 гг., а также в развитии городского хозяйства в послевоенный период Решение Тульского горисполкома № 3Т-40-25 от 01.12.1971 | [ 32 ]          |
| 1971 |                            | Евдокия Ивановна Шишкина-Прокофьева | род. 08.03.1916         | Деятель коммунистической партии и комсомола, в период обороны Тулы — первый секретарь горкома ВЛКСМ.                                                                                | За большие заслуги в обороне города Тулы в период Великой Отечественной войны 1941—1945 гг., а также в развитии городского хозяйства в послевоенный период Решение Тульского горисполкома № 3Т-40-25 от 01.12.1971 | [ 33 ]          |
| 1974 |                            | Николай Павлович Малыгин            | 07.11.1913 — 12.12.1999 | Партийный, хозяйственный, административный работник. | Сведений нет | [ 34 ]          |
| 1975 |                            | Степан Фёдорович Зубков             | 1900 — 12.04.1991       | Кадровый военный, в 1941 г. командир 156-го полка НКВД, принимавшего участие в обороне Тулы.                                                                                        | В связи с 30-летием Победы советского народа в Великой Отечественной войне 1941—1945 гг. и за выдающиеся заслуги в организации обороны города Тулы Решение Тульского горисполкома от 6.05.1975 | [ 35 ]          |
| 1975 |                            | Михаил Сергеевич Ларионов           | 10.10.1910 — 12.02.1978 | Руководитель Тульской областной комсомольской организации в годы Великой Отечественной войны.                                                                                       | В связи с 30-летием Победы советского народа в Великой Отечественной войне 1941—1945 гг. и за выдающиеся заслуги в организации обороны города Тулы Решение Тульского горисполкома от 6.05.1975 | [ 36 ]          |
| 1975 |                            | Ардалион Николаевич Малыгин         | 01.08.1913 — 17.10.1999 | Партийный и государственный деятель. | В связи с 30-летием Победы советского народа в Великой Отечественной войне 1941—1945 гг. и за выдающиеся заслуги в организации обороны города Тулы Решение Тульского горисполкома от 6.05.1975 | [ 37 ]          |
| 1980 |                            | Евгений Николаевич Сабинин          | 01.04.1919 — 19.10.2005 | Потомственный оружейник, инженер, хозяйственный деятель, руководитель, организатор производства.                                                                                    | За большие заслуги в развитии промышленности города, городского хозяйства, активное участие в общественной и политической жизни Решение Тульского горисполкома № 10-276 от 08.05.1980 | [ 38 ]          |
| 1980 |                            | Иван Макарович Климанов             | 27.09.1910 — 28.08.1992 | Инженер, хозяйственный руководитель. | За большие заслуги в развитии промышленности города, городского хозяйства, активное участие в общественно-политической жизни Решение Тульского горисполкома № 18-556 от 24.09.1980 | [ 39 ]          |
| 1980 |                            | Иван Михайлович Михалёв             | 27.08.1909 — 18.05.1988 | Конструктор стрелкового оружия, организатор производства, главный инженер Тульского оружейного завода, начальник и главный конструктор ЦКИБ СОО.                                    | За большие заслуги в развитии промышленности города, городского хозяйства, активное участие в общественно-политической жизни Решение Тульского горисполкома № 18-556 от 24.09.1980 | [ 40 ]          |
| 1983 |                            | Виктор Александрович Пастухов       | 10.09.1923 — 06.11.2012 | Партийный и хозяйственный деятель, учёный, в 1969—1983 гг. — первый секретарь Тульского горкома КПСС.                                                                               | За большие заслуги в деле развития городского хозяйства, экономики, культуры, сферы обслуживания населения города и коммунистического воспитания трудящихся Решение Тульского горисполкома № 25-681 от 17.12.1983 | [ 41 ]          |
| 1986 |                            | Порфирий Никитич Крылов             | 09.08.1902 — 15.05.1990 | Живописец и график. | За личный вклад в формирование художественного музея, совершенствование творческого опыта научных сотрудников музея, за передачу в дар музею ряда значительных произведений Решение Тульского горисполкома № 2-49 от 16.01.1986 | [ 42 ]          |
| 1987 |                            | Николай Иванович Лебедев            | 14.12.1896 — 14.11.1993 | Хозяйственный деятель, писатель, мемуарист. | За большую работу по развитию городского хозяйства и промышленности города, неутомимую работу в совете ветеранов партии и комсомола, за личный вклад в создание музея трёх поколений Решение Тульского горисполкома № 18-800 от 03.11.1987 | [ 43 ]          |
| 1990 |                            | Иосиф Александрович Михайловский    | 01.02.1920 — 26.02.1996 | Хоровой дирижёр, композитор. | За большие заслуги по эстетическому воспитанию жителей города Тулы, огромный личный вклад в развитие и пропаганду советской музыки и песни, активное участие в общественно-политической жизни города Решение Тульского горисполкома № 1-11 от 02.02.1990 | [ 44 ]          |
| 1990 |                            | Алексей Арсентьевич Рогожин         | 23.02.1922 — 01.03.1992 | Председатель Тульской секции Советского комитета ветеранов войны. | За большие заслуги в деле патриотического воспитания подрастающего поколения, активную общественную деятельность Решение президиума Тульского городского Совета народный депутатов № 4П/6 от 4.05.1990 | [ 45 ]          |
| 1990 |                            | Сергей Михайлович Шалашников        | 29.06.1911 — 05.06.2004 | Партийный, хозяйственный и административный деятель. | За большие заслуги в деле совершенствования работы городского хозяйства, в улучшении условий труда, быта и отдыха туляков, огромный вклад в экономическое и культурное развитие города, активную общественную деятельность Решение президиума Тульского городского Совета народный депутатов № 4П/6 от 4.05.1990 | [ 46 ]          |
| 1991 |                            | Михаил Харитонович Данилов          | 29.09.1912 — 29.12.2000 | В период обороны Тулы — помощник начальника штаба 827-го артиллерийского полка 290-й стрелковой дивизии, командир дивизиона.                                                        | За героизм, проявленный в годы Великой Отечественной войны при обороне Тулы, и за активную общественную работу по воспитанию молодёжи Решение Тульского горисполкома № 25-802 от 21.11.1991 | [ 47 ]          |
| 1991 |                            | Николай Гаврилович Есипов           | 23.12.1909 — 23.12.1994 | Один из организаторов партизанского движения в Тульской области во время Великой Отечественной войны.                                                                               | За героизм, проявленный в годы Великой Отечественной войны при обороне Тулы, и за активную общественную работу по воспитанию молодёжи Решение Тульского горисполкома № 25-802 от 21.11.1991 | [ 48 ]          |
| 1992 |                            | Ростислав Романович Лозинский       | 21.01.1912 — 07.01.1994 | Священнослужитель, протоиерей, доктор богословия. | За большой вклад в дело возрождения духовности народа нашего города, глубокое освещение в печати истории Тульского края, Тульской епархии Постановление главы администрации города Тулы № 447 от 10.06.1992 | [ 49 ]          |
| 1992 |                            | Александр Иванович Лебедь           | 20.04.1950 — 28.04.2002 | Военачальник, государственный деятель. | За особо выдающиеся заслуги в исполнении воинского долга, служении Отечеству, активную жизненную позицию, оказание действенной помощи городу во время командования воздушно-десантной дивизией, дислоцируемой в Туле Решение Малого совета Тульского городского Совета народных депутатов № 30/342 от 03.12.1992 | [ 50 ]          |
| 1992 |                            | Сергей Андреевич Рассаднев          | 04.07.1914 — 31.05.1998 | Преподаватель, литератор, краевед. | За большую работу по изучению и пропаганде историко-культурного наследия города Тулы, многолетнюю литературную деятельность, посвященную истории Тульского края Решение Малого совета Тульского городского Совета народных депутатов № 30/343 от 03.12.1992 | [ 51 ]          |
| 1993 |                            | Иван Порфирьевич Грызлов            | 29.12.1911 — 30.10.1994 | Архитектор. | За многолетние удачные архитектурные и градостроительные решения по застройке города Тулы и за активную общественную деятельность Решение Малого совета Тульского городского Совета народных депутатов № 1/12 от 21.01.1993 | [ 52 ]          |
| 1993 |                            | Николай Александрович Милонов       | 13.11.1923 — 18.09.1994 | Литературовед, краевед, профессор Тульского педагогического института. | За активную многолетнюю педагогическую и общественную деятельность, научные публикации в области исторического наследия и за особо выдающиеся заслуги в Тульском литературном краеведении Решение Малого совета Тульского городского Совета народных депутатов № 1/13 от 21.01.1993 | [ 53 ]          |
| 1993 |                            | Татьяна Александровна Демидова      | 27.12.1917 — 22.09.2000 | Актриса Тульского драматического театра. | За особо выдающиеся заслуги в развитии театрального искусства и многолетнюю активную общественную деятельность Решение Малого совета Тульского городского Совета народных депутатов № 1/14 от 21.01.1993 | [ 54 ]          |
| 1993 |                            | Евгения Ивановна Пчёлкина           | 20.10.1928 — 04.06.1997 | Актриса Тульского драматического театра. | За особо выдающиеся заслуги в развитии театрального искусства и многолетнюю активную общественную деятельность Решение Малого совета Тульского городского Совета народных депутатов № 7/73 от 15.04.1993 | [ 55 ]          |
| 1993 |                            | Николай Антонович Сорокин           | 12.12.1913 — 18.07.2001 | Профессор Тульского педагогического института. | За выдающиеся заслуги в научно-педагогической и общественной деятельности Постановление главы администрации города Тулы № 1200 от 16.12.1993 | [ 56 ]          |
| 1994 |                            | Любовь Кузьминична Кочетова         | 12.07.1929 — 04.11.2010 | Велогонщица. | За высокие достижения, прославившие город, активную многолетнюю деятельность по социальной поддержке ветеранов войны, труда, спорта Постановление главы администрации города Тулы № 59 от 24.01.1994 | [ 57 ]          |
| 1994 |                            | Яков Давыдович Гиберт               | 28.02.1924 — 04.09.2005 | Хозяйственный деятель, в 1971—1994 гг. — начальник Тульского трамвайно-троллейбусного управления.                                                                                   | За большой вклад в развитие электрического транспорта города Тулы Постановление главы администрации города Тулы № 157 от 25.02.1994 | [ 58 ]          |
| 1994 | Герой Российской Федерации | Валерий Владимирович Поляков        | 27.04.1942 — 07.09.2022 | Врач, космонавт-исследователь. | За выдающиеся достижения в области освоения космического пространства Постановление главы администрации города Тулы № 329 от 26.04. 1994 | [ 59 ] [ 60 ]   |
| 1994 |                            | Наталья Деомидовна Парыгина         | 22.05.1924 — 09.12.2016 | Писательница. | За многолетнюю литературную и общественную деятельность Постановление главы администрации города Тулы № 407 от 23.05.1994 | [ 61 ] [ 62 ]   |
| 1994 |                            | Вадим Сергеевич Усов                | 02.06.1925 — 31.05.2005 | Хозяйственный деятель, директор Тульского машиностроительного завода. | За многолетнюю результативную хозяйственную и общественную деятельность, активное участие в реализации культурных программ и инициативу меценатства коллектива возглавляемого им предприятия Постановление главы администрации города Тулы № 562 от 05.07.1994 | [ 63 ]          |
| 1994 |                            | Иван Фёдорович Панькин              | 01.12.1921 — 19.10.1998 | Писатель, редактор. | За многолетнюю литературную и общественную деятельность Постановление главы администрации города Тулы № 893 от 05.10.1994 | [ 64 ]          |
| 1994 |                            | Дмитрий Дмитриевич Смирнов          | 25.10.1915 — 08.11.1999 | Архитектор. | За многолетний творческий вклад в развитие архитектуры и градостроительства города Тулы и за активную общественную деятельность Постановление главы администрации города Тулы № 1139 от 29.12.1994 | [ 65 ]          |
| 1995 |                            | Пётр Яковлевич Богданов             | 23.12.1924 — 18.11.2008 | Хозяйственный руководитель, организатор производства, в 1967—1998 гг. — директор предприятия «Тулагорсвет».                                                                         | За многолетний трудовой вклад в развитие и совершенствование наружного освещения города и активную общественную деятельность Постановление главы администрации города Тулы № 107 от 08.02.1995 | [ 66 ]          |
| 1995 |                            | Владимир Николаевич Рогожин         | 22.11.1915 — 06.03.2009 | Инженер-конструктор, в 1963—1985 гг. — директор НПП «Сплав». | За большой вклад в укрепление обороноспособности государства, развитие инфраструктуры города, многолетнюю результативную хозяйственную и общественную деятельность Постановление главы администрации города Тулы № 847 от 24.07.1995 | [ 67 ]          |
| 1996 |                            | Борис Павлович Ардаманов            | 07.05.1926 — 29.01.1997 | Хозяйственный и административный деятель. | За большой личный вклад в развитие городского хозяйства, в улучшение условий труда, быта и отдыха туляков Постановление главы администрации города Тулы № 533 от 06.05.1996 | [ 68 ]          |
| 1996 |                            | Владимир Иванович Мартынов          | 30.05.1926 — 30.01.1998 | Директор Косогорского металлургического завода. | За большой вклад в развитие посёлка Косая Гора, создание его инфраструктуры, улучшение условий труда, быта и отдыха жителей посёлка и Привокзального района города Постановление главы администрации города Тулы № 611 от 28.05.1996 | [ 69 ]          |
| 1996 |                            | Василий Яковлевич Кулев             | 11.08.1921 — 01.08.2001 | Военачальник. | За выдающиеся заслуги в исполнении воинского долга, служении Отечеству, воспитании молодого поколения города Тулы, огромный вклад в военно-патриотическую работу и активную общественную деятельность Постановление главы администрации города Тулы № 975 от 07.08.1996 | [ 70 ]          |
| 1996 |                            | Лев Павлович Махно                  | род. 15.06.1940         | Священнослужитель, ректор Тульской православной классической гимназии. | За активную общественную и педагогическую деятельность и за особо выдающиеся заслуги в деле возрождения культуры города Тулы Постановление главы администрации города Тулы № 1228 от 24.10.1996 | [ 71 ] [ 72 ]   |
| 1997 |                            | Николай Александрович Серёгин       | 18.02.1927-24.11.2014   | Партийный, административный, хозяйственный деятель, в 1961—1964 гг. — председатель Тульского городского исполнительного комитета.                                                   | За большой многолетний вклад в развитие промышленности города, городского хозяйства и активную общественную деятельность Постановление главы администрации города Тулы № 181 от 17.02.1997 | [ 73 ] [ 74 ]   |
| 1997 |                            | Людмила Васильевна Ветрова          | род. 19.04.1937         | Деятель народного образования, председатель Тульской городской организации женщин.                                                                                                  | За большую общественную деятельность, активное участие в реализации культурных программ города, и вклад в организацию рабочих мест для женщин Постановление главы администрации города Тулы № 408 от 16.04.1997 | [ 75 ] [ 76 ]   |
| 1997 |                            | Григорий Афанасьевич Чепурной       | 23.05.1927 — 01.11.2023 | Генеральный директор ОАО «Газстройдеталь». | За многолетний трудовой вклад в развитие газовой промышленности, большие заслуги в создании социальной сферы для жителей Центрального района и активную общественную деятельность Постановление главы администрации города Тулы № 523 от 21.05.1997 | [ 77 ] [ 78 ]   |
| 1997 |                            | Геннадий Александрович Пушкин       | 13.10.1921 — 21.05.2010 | Слесарь-лекальщик Тульского оружейного завода. | За большой трудовой вклад в развитие Тульского оружейного завода, участие в создании новых образцов боевого, охотничьего и спортивного оружия, постоянную работу по подготовке высокопрофессиональных специалистов и многолетнюю активную общественную деятельность Постановление главы администрации города Тулы № 877 от 04.08.1997                                                                                       | [ 79 ]          |
| 1997 |                            | Вячеслав Иванович Боть              | 12.04.1929—29.12.2019   | Краевед, литератор, в 1957—1989 гг. — директор Тульского областного краеведческого музея.                                                                                           | За огромный вклад в музейное дело и краеведение в Туле и области, пропаганду героических традиций туляков и активную общественную деятельность Постановление главы администрации города Тулы № 1355 от 12.11.1997 | [ 80 ] [ 81 ]   |
| 1997 |                            | Аркадий Георгиевич Шипунов          | 07.11.1927 — 25.04.2013 | Руководитель и генеральный конструктор Конструкторского бюро приборостроения. | За огромный вклад в укрепление обороноспособности России, развитие науки и экономики, многолетнюю хозяйственную и общественную деятельность Постановление главы администрации города Тулы № 1384 от 14.11.1997 | [ 82 ] [ 83 ]   |
| 1997 |                            | Людмила Михайловна Краснова         | род. 03.12.1937         | Врач, организатор здравоохранения. | За большие заслуги в развитии здравоохранения, решении социальных проблем в городе Туле, многолетнюю активную общественную деятельность Постановление главы администрации города Тулы № 1492 от 03.12.1997 | [ 84 ] [ 85 ]   |
| 1998 |                            | Анатолий Евгеньевич Карпов          | род. 23.05.1951         | Международный гроссмейстер. | За особо выдающиеся достижения в развитии, организации и популяризации шахматного движения, прославившего город и национальную шахматную школу, активное участие в решении социальных проблем Тулы и многолетнюю плодотворную общественную деятельность Решение Тульской городской Думы № 3/12 от 06.02.1998 | [ 86 ] [ 87 ]   |
| 1998 |                            | Николай Павлович Пузин              | 11.03.1911 — 24.01.2008 | Литератор, хранитель Дома-музея Л. Н. Толстого. | За выдающиеся заслуги перед городом-героем Тулой в деле сохранения и развития культуры, выразившиеся в восстановлении Музея-заповедника «Ясная Поляна», сохранении и приумножении фондов музея, пропаганде творчества Льва Николаевича Толстого, а также в воспитании кадров исследователей и хранителей наследия великого писателя Решение Тульской городской Думы № 10/149 от 08.09.1998                                  | [ 88 ]          |
| 1999 | Герой Российской Федерации | Николай Александрович Макаровец     | 21.03.1939 — 31.03.2019 | С 1985 года генеральный директор и генеральный конструктор НПП «Сплав». | За выдающиеся заслуги в развитии отечественной науки и техники, активное участие в решении социальных проблем города Тулы и многолетнюю плодотворную общественную деятельность Решение Тульской городской Думы № 17/267 от 18.03.1999 | [ 89 ] [ 90 ]   |
| 1999 |                            | Иван Васильевич Щербино             | род. 30.05.1938         | Художник-гравёр. | За выдающиеся заслуги перед городом-героем Тулой в деле прославления и сохранения самобытных традиций тульских умельцев-оружейников, создание выдающихся произведений граверного искусства на образцах тульского оружия, большую работу по привлечению к народному творчеству молодёжи города Тулы Решение Тульской городской Думы № 17/284 от 25.03.1999                                                                   | [ 91 ] [ 92 ]   |
| 1999 |                            | Виктор Владимирович Соколовский     | род. 11.04.1949         | Генеральный директор ОАО «Центргаз». | За выдающиеся заслуги перед городом-героем Тулой Решение Тульской городской Думы № 19/340 от 27.05.1999 | [ 93 ] [ 94 ]   |
| 2000 |                            | Василий Павлович Храмченко          | 13.03.1907 — 29.10.2002 | Кадровый военный. | За выдающиеся заслуги, мужество и героизм, проявленные при обороне города Тулы от немецко-фашистских захватчиков в Великую Отечественную войну, многостороннюю патриотическо-воспитательную работу среди молодёжи города Тулы Решение Тульской городской Думы № 39/681 от 21.09.2000 | [ 95 ]          |
| 2000 |                            | Павел Михайлович Коваленко          | 29.03.1925 — 20.05.2020 | Председатель Совета ветеранов Зареченского района города Тулы. | За многолетнюю активную и плодотворную работу по военно-патриотическому воспитанию молодёжи и социальной защите ветеранов города Тулы Решение Тульской городской Думы № 42/723 от 26.10.2000 | [ 96 ] [ 97 ]   |
| 2001 |                            | Эдуард Михайлович Соколов           | 08.09.1931 — 05.09.2016 | Горный инженер, учёный в области горного дела, педагог. | За плодотворную научно-педагогическую и общественную деятельность, большой личный вклад в воспитание молодёжи, подготовку инженерных кадров и активное участие в решении экологических проблем города Решение Тульской городской Думы № 56/1008 от 04.09.2001 | [ 98 ] [ 99 ]   |
| 2001 |                            | Лидия Семёновна Леонова             | род. 20.05.1942         | Спортсменка-лётчица. | За выдающиеся спортивные достижения, прославившие город-герой Тулу, большой личный вклад в развитие и пропаганду авиационных видов спорта, подготовку спортсменов, защищавших знамёна России и Тулы на международных и всероссийских соревнованиях Решение Тульской городской Думы № 56/1013 от 11.09.2001 | [ 100 ] [ 101 ] |
| 2001 |                            | Евгений Романович Гришин            | 23.03.1931 — 09.07.2005 | Конькобежец, велогонщик. | За выдающиеся спортивные заслуги, прославившие город-герой Тулу на мировой арене, большой личный вклад в развитие велосипедного и конькобежного спорта, в воспитание подрастающего поколения, пропаганду идей олимпизма среди молодёжи Решение Тульской городской Думы № 56/1013 от 11.09.2001 | [ 102 ]         |
| 2002 |                            | Николай Михайлович Афанасьев        | 14.11.1916 — 15.03.2009 | Конструктор стрелкового оружия. | За выдающиеся заслуги в области разработки и развития авиационного и зенитного вооружения, прославившего город-герой Тулу, как город оружейников Решение Тульской городской Думы № 11/186 от 10.07.2002 | [ 103 ]         |
| 2002 |                            | Геннадий Алексеевич Денежкин        | 28.01.1932 — 13.02.2016 | Главный конструктор и первый заместитель генерального директора НПП «Сплав». | За выдающиеся заслуги в области развития Тульской оборонной промышленности, большой вклад в создание отечественного ракетостроения Решение Тульской городской Думы № 11/186 от 10.07.2002 | [ 104 ] [ 105 ] |
| 2002 |                            | Надежда Анатольевна Шайденко        | род. 23.11.1952         | Депутат Государственной Думы Федерального Собрания РФ. В 1992—2011 гг. — ректор Тульского педагогического университета.                                                             | За плодотворную научно-педагогическую и общественную деятельность, большой личный вклад в реализацию воспитательных программ студенческой молодежи города Тулы, нравственное воспитание молодого поколения, подготовку педагогических кадров Решение Тульской городской Думы № 15/250 от 22.11.2002 | [ 106 ] [ 107 ] |
| 2003 | Герой Российской Федерации | Иван Антонович Леонов               | 01.02.1923 — 21.06.2018 | Участник обороны Тулы, член президиума областного Совета ветеранов. | За выдающиеся боевые заслуги в Великой Отечественной войне и большую общественную работу Решение Тульской городской Думы № 19/336 от 29.01.2003 | [ 108 ] [ 109 ] |
| 2003 |                            | Василий Петрович Грязев             | 04.03.1928 — 01.10.2008 | Конструктор артиллерийского и стрелкового оружия. | За выдающиеся заслуги в области создания современной отечественной унифицированной системы малоколиберного автоматического артиллерийского вооружения и системы стрелкового и гранатомётного оружия специального назначения Решение Тульской городской Думы № 22/375 от 26.02.2003 | [ 110 ]         |
| 2003 |                            | Владимир Сергеевич Королёв          | 02.06.1924 — 24.12.2015 | Участник обороны Тулы. | За мужество и героизм, проявленные в годы Великой Отечественной войны, активное участие в героической обороне Тулы и восстановлении народного хозяйства, за многолетнюю работу по патриотическому воспитанию молодёжи Решение Тульской городской Думы № 27/477 от 18.06.2003 | [ 111 ] [ 112 ] |
| 2003 |                            | Вячеслав Иванович Симачев           | 15.06.1923 — 15.10.2020 | Первый директор НИИ «Стрела». | За большой вклад в развитие специальной оборонной техники, научно-техническое и социальное развитие города Тулы Решение Тульской городской Думы № 28/506 от 09.07.2003 | [ 113 ] [ 114 ] |
| 2004 |                            | Елена Александровна Фёдорова        | род. 24.11.1949         | Декан факультета Экономики и менеджмента Тульского государственного университета.                                                                                                   | За плодотворную научно-общественную деятельность, высокий профессионализм и большой личный вклад в дело воспитания молодых кадров Решение Тульской городской Думы № 55/1090 от 29.12.2004 | [ 115 ]         |
| 2005 |                            | Владимир Александрович Аболенцев    | 24.01.1927 — 25.02.2012 | Государственный деятель, в 1963—1969 гг. — прокурор Тульской области. | За большой личный вклад в дело укрепления законности и правопорядка, обеспечения прав и свобод жителей города Тулы и области, активное участие в решении хозяйственных и социальных вопросов туляков Решение Тульской городской Думы № 62/1220 от 27.04.2005 | [ 116 ]         |
| 2005 |                            | Августа Петровна Астапова           | 19.06.1925 — 14.12.2014 | Врач-акушер-гинеколог. | За многолетний добросовестный труд, высокий профессионализм и компетентность, ответственность и преданность делу сохранения здоровья граждан города Тулы Решение Тульской городской Думы № 62/1220 от 27.04.2005 | [ 117 ]         |
| 2005 |                            | Владимир Сергеевич Могильников      | род. 29.09.1946         | Административный деятель, в 1898—2005 гг. — глава Пролетарского района города Тулы.                                                                                                 | За активное участие в развитии промышленности и социальной базы Пролетарского района города Тулы Решение Тульской городской Думы № 68/1305 от 13.07.2005 | [ 118 ]         |
| 2005 |                            | Галина Андреевна Сидорова           | 22.09.1927 — 23.04.2020 | Участник обороны Тулы, преподаватель. | За полувековой учительский труд по воспитанию подрастающего поколения Решение Тульской городской Думы № 68/1305 от 13.07.2005 | [ 119 ]         |
| 2005 |                            | Валерий Георгиевич Ходулин          | 17.08.1937 — 19.12.2022 | Поэт, член Союза писателей России. | За создание ярких поэтических произведений, воспевающих мастерство туляков-оружейников, их подвиг во время Великой Отечественной войны Решение Тульской городской Думы № 68/1305 от 13.07.2005 | [ 120 ]         |
| 2005 |                            | Артур Олимпиевич Касаткин           | 25.12.1936 — 06.07.2016 | Директор проектного института «Тульскгражданпроект». | За огромный личный вклад в развитие городской инфраструктуры, творческий подход к решению поставленных архитектурных задач Решение Тульской городской Думы № 69/1357 от 09.08.2005 | [ 121 ]         |
| 2005 |                            | Василий Маркович Мирошниченко       | род. 01.06.1924         | Педагог. | За многолетний безупречный педагогический труд и плодотворную общественную работу по патриотическому воспитанию допризывной и учащейся молодёжи города Тулы Решение Тульской городской Думы № 71/1403 от 28.09.2005 | [ 122 ]         |
| 2005 |                            | Нина Петровна Юрманова              | 18.10.1925 — 15.04.2016 | Профессор кафедры «Ракетостроение» Тульского государственного университета. | За плодотворную научно-исследовательскую работу и выдающиеся заслуги в сфере подготовки профессиональных и научных кадров для оборонных предприятий города Тулы Решение Тульской городской Думы № 71/1403 от 28.09.2005 | [ 123 ]         |
| 2005 |                            | Евгений Николаевич Коротков         | 05.05.1919 — 19.04.2018 | Педагог, председатель Совета ветеранов Советского района города Тулы. | За многолетнюю активную работу по военно-патриотическому воспитанию молодёжи и большой вклад в развитие велоспорта в городе Туле Решение Тульской городской Думы № 73/1431 от 19.10.2005 | [ 124 ]         |
| 2006 |                            | Алексей Андреевич Швецов            | 24.03.1926 — 18.02.2020 | Участник Великой Отечественной войны, в 2004—2007 гг. — Почётный председатель Городского Совета ветеранов (пенсионеров) войны, труда, Вооруженных Сил и правоохранительных органов. | За многолетнюю активную и плодотворную работу по военно-патриотическому воспитанию молодёжи и социальной защите ветеранов города Тулы Решение Тульской городской Думы № 9/140 от 21.03.2006 | [ 125 ]         |
| 2006 |                            | Евгений Иванович Богма              | род. 13.05.1948         | В 1991—2005 гг. — начальник Тульской таможни Центрального таможенного управления.                                                                                                   | За большой вклад в создание, становление и совершенствование деятельности Тульской таможни и таможенного дела, в развитие внешнеэкономической деятельности Тульской области Решение Тульской городской Думы № 10/170 от 29.03.2006 | [ 126 ]         |
| 2006 |                            | Сергей Петрович Серебряков          | род. 18.01.1939         | Слесарь-инструментальщик Тульского патронного завода. | За большой вклад в организацию спортивно-оздоровительной работы на предприятии, с молодежью города, многолетнюю активную спортивную и общественную деятельность Решение Тульской городской Думы № 10/170 от 29.03.2006 | [ 127 ]         |
| 2006 |                            | Ольга Анатольевна Слюсарева         | род. 28.04.1969         | Велогонщица. | За выдающиеся спортивные достижения, прославившие город Тулу в стране и в мире, за большой личный вклад в развитие велосипедного спорта Решение Тульской городской Думы № 10/170 от 29.03.2006 | [ 128 ]         |
| 2006 |                            | Юрий Николаевич Воеводин            | 25.02.1937 — 20.04.2011 | Административный деятель, в 1986—1990 гг. — председатель Тульского городского исполнительного комитета.                                                                             | За большой личный вклад в социально-экономическое развитие города Тулы, многолетнюю результативную деятельность по повышению благосостояния Туляков Решение Тульской городской Думы № 18/311 от 30.08.2006 | [ 129 ]         |
| 2006 |                            | Вячеслав Дмитриевич Дудка           | род. 23.04.1960         | В 2005—2011 гг. — губернатор Тульской области. | За личный вклад в сохранение, укрепление оборонной промышленности, подготовку молодых квалифицированных кадров и обеспечение результативного взаимодействия с органами местного самоуправления города Тулы в решении вопросов социально-экономического развития города Тулы Решение Тульской городской Думы № 18/311 от 30.08.2006 Лишён почётного звания 22 июля 2013 года по приговору Суда Советского района города Тулы | [ 130 ]         |
| 2006 |                            | Сергей Владимирович Копылов         | род. 29.07.1960         | Велогонщик. | За высокие спортивные достижения, прославившие город Тулу в стране и в мире, большой личный вклад в развитие велосипедного спорта и пропаганду спорта среди подрастающего поколения Решение Тульской городской Думы № 18/311 от 30.08.2006 | [ 131 ]         |
| 2006 |                            | Владимир Петрович Лебедев           | род. 10.04.1949         | В 1996—2008 гг. — начальник Управления Федеральной службы безопасности России по Тульской области.                                                                                  | За большой личный вклад в обеспечение государственной безопасности и укрепление обороноспособности России, активную общественную деятельность по социальной поддержке ветеранов войны и военной службы, патриотическому воспитанию молодёжи, развитию физической культуры и спорта Решение Тульской городской Думы № 18/311 от 30.08.2006                                                                                   | [ 132 ]         |
| 2006 |                            | Лидия Ивановна Шишкина              | род. 01.05.1946         | Врач, в 2005—2011 гг. — главный государственный санитарный врач по Тульской области.                                                                                                | За большой вклад в обеспечение санитарно-эпидемиологического благополучия в городе Туле, высокий профессионализм в решении вопросов здоровья туляков и подготовки кадрового потенциала санэпидемслужбы Решение Тульской городской Думы № 18/311 от 30.08.2006 | [ 133 ]         |
| 2007 |                            | Станислав Иванович Аверин           | 01.01.1937 — 10.07.2011 | Организатор производства Конструкторского бюро приборостроения. | За большой личный вклад в укрепление обороноспособности страны, в развитие производственного потенциала, инфраструктуры тульских предприятий и экономики города Тулы Решение Тульской городской Думы № 34/732 от 05.09.2007 | [ 134 ]         |
| 2007 |                            | Виктор Дмитриевич Кондрашов         | 05.02.1928 — 19.10.2014 | С 1991 года — председатель Совета ветеранов Пролетарского района города Тулы. | За значительный вклад в развитие производства вооружения и военной техники и многолетнюю активную общественную деятельность по социальной поддержке ветеранов и патриотическому воспитанию подрастающего поколения Решение Тульской городской Думы № 34/732 от 05.09.2007 | [ 135 ]         |
| 2007 |                            | Николай Михайлович Меркулов         | 01.01.1952 — 27.01.2016 | До 2009 года — начальник Управления ГИБДД УВД Тульской области. | За значительный вклад в укрепление правопорядка и обеспечение безопасности дорожного движения в городе Туле, результативную деятельность по реформированию и укреплению Госавтоинспекции, активное участие в общественной жизни города Решение Тульской городской Думы № 34/732 от 05.09.2007 | [ 136 ]         |
| 2007 |                            | Виктор Фёдорович Пахомов            | 16.03.1932 — 01.09.2017 | Писатель. | За большую литературно-просветительскую, издательскую и общественную работу, активное участие в работе музейного объединения и реализации культурных программ города Тулы Решение Тульской городской Думы № 34/732 от 05.09.2007 | [ 137 ]         |
| 2007 |                            | Софья Владимировна Сотничевская     | 08.05.1916 — 12.12.2011 | Актриса Тульского драматического театра. | За многолетнюю и плодотворную творческую деятельность, большой вклад в культурную жизнь города и духовно-нравственное развитие туляков Решение Тульской городской Думы № 34/732 от 05.09.2007 | [ 138 ]         |
| 2008 |                            | Сергей Михайлович Борисов           | род. 09.10.1947         | В 1981—1995 гг. — директор Тульского драматического театра. | За многолетнюю плодотворную деятельность, большой вклад в пропаганду театрального искусства среди населения города Тулы Решение Тульской городской Думы № 51/1165 от 10.09.2008 | [ 139 ]         |
| 2008 |                            | Людмила Павловна Будаева            | род. 14.04.1939         | Заместитель директора по научной работе Тульского государственного музея оружия. | За большой личный вклад в военно-патриотическое воспитание населения и развитие музейного дела в городе Туле Решение Тульской городской Думы № 51/1165 от 10.09.2008 | [ 140 ]         |
| 2008 |                            | Эльвира Александровна Герасина      | 18.05.1938 — 16.02.2020 | Врач, с 1996 года — заместитель председателя правления Тульского регионального Союза пенсионеров.                                                                                   | За многолетнюю активную общественную деятельность по социальной поддержке пенсионеров города Тулы Решение Тульской городской Думы № 51/1165 от 10.09.2008 | [ 141 ]         |
| 2008 |                            | Алексей Иванович Мосин              | 26.03.1923 — 08.07.2021 | Юрист. | За большой вклад в обеспечение общественного правопорядка в городе Туле Решение Тульской городской Думы № 51/1165 от 10.09.2008 | [ 142 ]         |
| 2008 |                            | Анатолий Васильевич Седухин         | род. 18.10.1951         | Юрист, с 2004 года — руководитель Управления Федеральной службы государственной регистрации, кадастра и картографии по Тульской области.                                            | За выдающиеся заслуги в сфере обеспечения законности, правопорядка, способствующих повышению авторитета и престижа города Тулы, активное участие в правовом просвещении населения города Тулы Решение Тульской городской Думы № 51/1165 от 10.09.2008 | [ 143 ]         |
| 2009 |                            | Валентин Георгиевич Аккуратов       | 10.02.1924 — 27.07.2011 | Председатель Совета ветеранов 50-й армии, член президиума городского Совета ветеранов войны, труда, Вооруженных Сил и правоохранительных органов.                                   | За активную работу по военно-патриотическому воспитанию молодёжи, вклад в работу ветеранской организации Решение Тульской городской Думы № 72/1578 от 26.08.2009 | [ 144 ] [ 145 ] |
| 2009 |                            | Василий Иванович Бакалов            | 18.04.1929 — 25.01.2020 | Советник директора ЦКИБ СОО. | За вклад в оборонную отрасль промышленности Решение Тульской городской Думы № 72/1578 от 26.08.2009 | [ 146 ]         |
| 2009 |                            | Ольга Александровна Девизенко       | 24.07.1929 — 14.08.2017 | Учитель истории. | За вклад в развитие системы образования Решение Тульской городской Думы № 72/1578 от 26.08.2009 | [ 147 ]         |
| 2009 |                            | Евгений Анатольевич Дронов          | род. 20.10.1947         | Генеральный директор Тульского машиностроительного завода. | За развитие отечественного машиностроения, социальной сферы, спорта, благотворительную деятельность Решение Тульской городской Думы № 72/1578 от 26.08.2009 | [ 148 ]         |
| 2009 |                            | Юрий Александрович Северов          | 15.03.1939 — 01.03.2017 | Директор Тульского филиала Всероссийского заочного финансово-экономического института.                                                                                              | За подготовку высококвалифицированных экономических кадров Решение Тульской городской Думы № 72/1578 от 26.08.2009 | [ 149 ]         |
| 2010 |                            | Тамара Павловна Гаркушина           | род. 01.02.1946         | Велогонщица. | За выдающиеся спортивные достижения, большой вклад в развитие велосипедного спорта Решение Тульской городской Думы № 6/132 от 02.09.2010 | [ 150 ]         |
| 2010 |                            | Николай Дмитриевич Захаров          | 19.12.1923 — 28.06.2011 | Участник обороны Тулы. | За мужество и героизм в годы Великой Отечественной войны, большой вклад в патриотическое воспитание молодёжи Решение Тульской городской Думы № 6/132 от 02.09.2010 | [ 151 ]         |
| 2010 |                            | Татьяна Владимировна Максимова      | род. 29.05.1959         | Учитель биологии. | За высокий уровень обучения и воспитания подрастающего поколения, большой вклад в развитие системы образования и активную общественную деятельность Решение Тульской городской Думы № 6/132 от 02.09.2010 | [ 152 ]         |
| 2010 |                            | Лев Дмитриевич Пономарёв            | род. 30.01.1931         | Ведущий инженер Конструкторского бюро приборостроения. | За многолетнюю плодотворную работу по привлечению детей и молодёжи к научно-техническому творчеству, большой вклад в пропаганду новейших достижений науки и техники и активную общественную деятельность Решение Тульской городской Думы № 6/132 от 02.09.2010 | [ 153 ]         |
| 2010 |                            | Пелагея Ивановна Райчук             | 12.12.1921 — 09.12.2020 | Ответственный секретарь Тульского городского комитета ветеранов войны и военной службы.                                                                                             | За многолетнюю общественную деятельность и большой вклад в патриотическое воспитание молодёжи Решение Тульской городской Думы № 6/132 от 02.09.2010 | [ 154 ]         |
| 2011 |                            | Сергей Иванович Казаков             | род. 07.10.1950         | Заместитель генерального директора по инвестиционной деятельности Тульского машиностроительного завода, в 1997—2005 гг. — глава города Тулы.                                        | За значительный вклад в сохранение и развитие инфраструктуры и оборонного комплекса города Тулы, за заслуги в становлении деятельности представительного органа местного самоуправления муниципального образования город Тула Решение Тульской городской Думы № 30/622 от 02.09.2011 | [ 155 ]         |
| 2011 |                            | Татьяна Николаевна Кожевникова      | род. 20.05.1956         | Врач, заведующая Городским Центром респираторной патологии у детей. | За значительный вклад в развитие детского здравоохранения, активную научно-исследовательскую, преподавательскую и общественную деятельность Решение Тульской городской Думы № 30/622 от 02.09.2011 | [ 156 ]         |
| 2011 |                            | Николай Кузьмич Попов               | род. 26.05.1947         | Генеральный директор ООО «Газпром межрегионгаз Москва». | За значительный вклад в социально-экономическое развитие города Тулы, активную общественную и благотворительную деятельность Решение Тульской городской Думы № 30/622 от 02.09.2011 | [ 157 ]         |
| 2011 |                            | Валентин Дмитриевич Прусов          | 15.05.1935 — 09.03.2014 | Тренер-преподаватель по греко-римской борьбе. | За высокие спортивные достижения, успехи в подготовке талантливой молодёжи, значительный вклад в развитие физической культуры и спорта Решение Тульской городской Думы № 30/622 от 02.09.2011 | [ 158 ]         |
| 2011 |                            | Юрий Иванович Цкипури               | род. 29.04.1950         | Врач. | За значительный вклад в развитие системы здравоохранения, внедрение новейших медицинских технологий, активную научно-исследовательскую и общественную деятельность Решение Тульской городской Думы № 30/622 от 02.09.2011 | [ 159 ]         |
| 2012 |                            | Виктор Михайлович Алексашин         | род. 03.11.1950         | Председатель правления ОАО «Спиритбанк». | За многолетнюю эффективную работу в сфере банковских услуг, активную благотворительную деятельность и значительный вклад в социально-экономическое развитие муниципального образования город Тула Решение Тульской городской Думы № 49/1049 от 05.09.2012 | [ 160 ]         |
| 2012 |                            | Анатолий Николаевич Кондратьев      | род. 12.12.1949         | Главный хранитель музея-заповедника В. Д. Поленова. | За активную общественную и благотворительную деятельность, значительный вклад в развитие культуры и спорта в муниципальном образовании город Тула Решение Тульской городской Думы № 49/1049 от 05.09.2012 | [ 161 ]         |
| 2012 |                            | Владимир Аркадьевич Нечаев          | род. 27.07.1945         | Строитель, в 1975—2007 гг. — генеральный директор ОАО «Завод крупных деталей». | За многолетнее эффективное руководство предприятием, значительный вклад в модернизацию строительной отрасли и социально-экономическое развитие муниципального образования город Тула Решение Тульской городской Думы № 49/1049 от 05.09.2012 | [ 162 ]         |
| 2012 |                            | Евгения Александровна Спасская      | род. 01.03.1956         | Юрист, заместитель прокурора Тульской области. | За многолетнюю добросовестную службу, значительный вклад в укрепление законности, правопорядка, защиту прав и законных интересов граждан Решение Тульской городской Думы № 49/1049 от 05.09.2012 | [ 163 ]         |
| 2012 |                            | Валерий Юрьевич Шамота              | род. 09.07.1957         | Член правления, советник председателя правления Тульского отделения Общероссийской общественной организации «Российский Союз ветеранов Афганистана».                                | За многолетнюю эффективную деятельность по социальной поддержке участников боевых действий, значительный вклад в развитие ветеранского движения и патриотическое воспитание молодёжи Решение Тульской городской Думы № 49/1049 от 05.09.2012 | [ 164 ]         |
| 2013 |                            | Иван Филиппович Роденков            | род. 20.04.1978         | Начальник Управления Министерства внутренних дел Российской Федерации по городу Туле УМВД России по Тульской области                                                                | За многолетнюю добросовестную службу, значительный вклад в укрепление законности, правопорядка, защиту прав и законных интересов граждан Решение Тульской городской Думы № 64/1444 от 04.09.2013 | [ 165 ] [ 166 ] |
| 2014 |                            | Николай Петрович Афанасьев          | род. 13.09.1951         | Генеральный директор закрытого акционерного общества «Внешстрой» | За многолетний добросовестный труд, высокий профессионализм и значительный вклад в социально-экономическое развитие города Решение Тульской городской думы № 6/104 от 24.12.2014 г. | [ 167 ]         |
| 2015 |                            | Сергей Николаевич Алёхин            | род. 09.08.1951         | Руководитель управления Федеральной налоговой службы по Тульской области | За многолетнюю безупречную эффективную службу, высокий профессионализм и значительный вклад в социально-экономическое развитие муниципального образования город Тула Решение Тульской городской думы № 6/104 от 24.12.2014 г. | [ 167 ]         |

## Статистика награждённых

### По половому признаку и профессиональной деятельности
|         |         | |                                                                                   |                                                     |                            |                             |                                       |                  |            |            |                        |                            |
| Мужчины | Женщины | Государственные и военные деятели, в том числе губернаторы Тульской области и руководители региональных управлений федеральных органов исполнительной власти | Административные, партийные, хозяйственные деятели, в том числе главы города Тулы | Руководители и сотрудники предприятий и организаций | Участники военных действий | Деятели образования и науки | Деятели культуры, искусства и религии | Деятели медицины | Спортсмены | Космонавты | Герои Советского Союза | Герои Российской Федерации |